# Okres Kőszeg

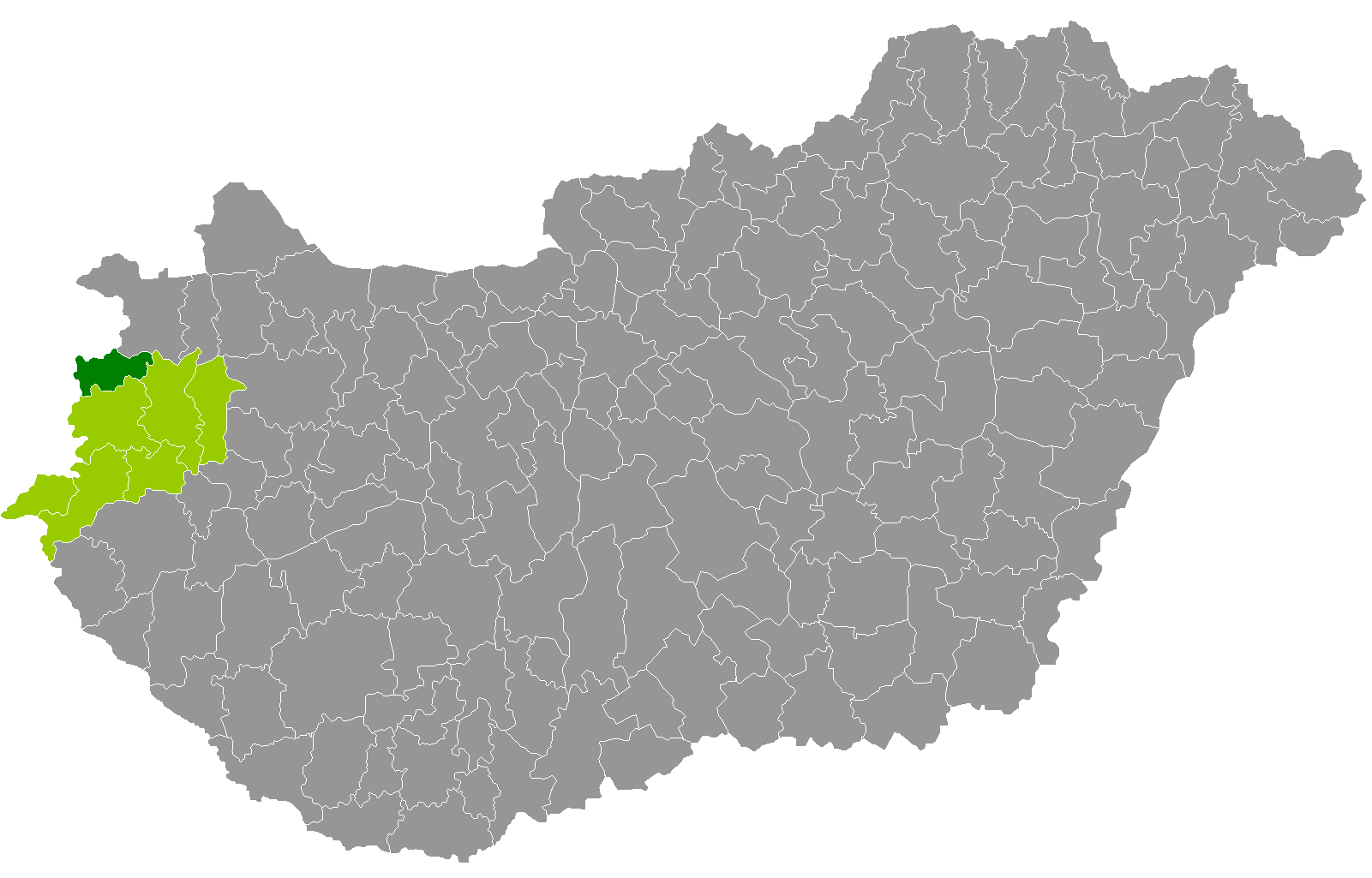
Okres Kőszeg

Okres Kőszeg (maďarsky Kőszegi járás) je okres v Maďarsku v župě Vas. Jeho správním centrem je město Kőszeg.

## Sídla
V okrese jsou tři města a 18 vesnic..
| - Bozsok - Bük - Cák - Csepreg - Gyöngyösfalu - Horvátzsidány - Iklanberény - Kiszsidány - Kőszeg - Kőszegdoroszló - Kőszegpaty | - Kőszegszerdahely - Lócs - Lukácsháza - Nemescsó - Ólmod - Peresznye - Pusztacsó - Tormásliget - Tömörd - Velem |